# 杨庙乡 (太康县)
杨庙乡，是中华人民共和国河南省周口市太康县下辖的一个乡镇级行政单位。

## 行政区划
杨庙乡下辖以下地区：
西街村、孔楼村、吕庄村、葛庄村、西张村、南街村、祁楼村、韩庄村、曹庄村、小河村、大王庄村、马庄村、庞楼村、陈庄村、后店村、东街村、陈留张村、军营村、耿庄村、小祁村、北街村、王湾村、前街村、洪庙村、牛王庄村、后街村、铁佛寺村、格针园村、李大庄村、柳庄村和后大庄村。